# Fire OS
Fire OS — операційна система від компанії Amazon, заснована на кодовій базі Android і призначена для використання в електронних книгах Kindle Fire HDX і Kindle Fire HD. Fire OS виходить за рамки складання Android з зміненим інтерфейсом і містить низку низькорівневих перетворень. При збереженні сумісності із застосунками для Android, Fire OS забезпечує підтримку запуску застосунків, написаних з використанням технологій HTML5.
Інтерфейс користувача в Fire OS відрізняється орієнтацією на роботу з контентом, пропонуючи «карусель» як метод навігації по недавно переглянутому вмісту або вмісту, що часто запускається. В системі забезпечена тісна інтеграція з online-магазином Amazon, хмарним сховищем і різними соціальними мережами, у тому числі з соціальною мережею любителів читання Goodreads. Функція Second Screen дозволяє організувати вивід відео на телевізор (підтримуються телевізори Samsung) або ігрову приставку PlayStation 3.
Для економії заряду акумулятора в Fire OS представлений спеціальний режим читання, при якому CPU переводиться в режим мінімального споживання енергії, відключаються всі зайві частини операційної системи, а виведені на екран сторінки зберігаються в окремій пам'яті з низьким споживанням енергії. У режимі читання пристрій може працювати автономно до 17 годин.
Цікавою особливістю Fire OS також є кнопка «Mayday», що дозволяє отримати безплатну технічну підтримку з відповіддю на запит протягом 15 секунд, при цьому спеціалісти можуть отримати повний віддалений контроль над пристроєм для діагностики і вирішення проблеми. З іншого боку, для захисту інформації всі дані на розділі користувача зберігаються в зашифрованому вигляді.